# Sinapis pubescens
Sinapis pubescens är en korsblommig växtart som beskrevs av Carl von Linné. Sinapis pubescens ingår i släktet senaper, och familjen korsblommiga växter.

## Underarter
Arten delas in i följande underarter:
- S. p. aristidis
- S. p. indurata
- S. p. pubescens